# تفله تركي

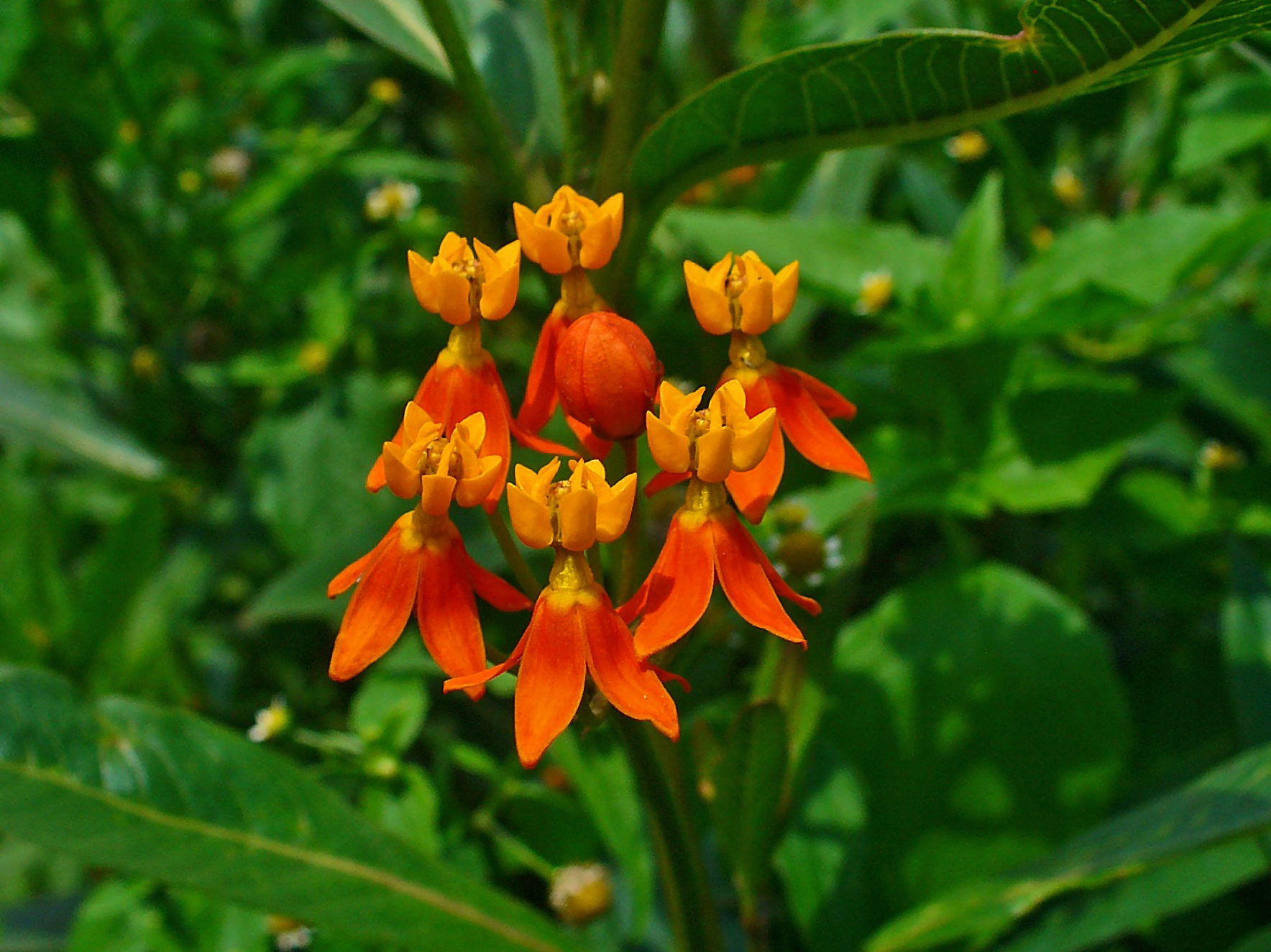

تفله تركي أو زهرة الدم (الاسم العلمي: Asclepias curassavica)، هو نبات ينتمي إلى (فصيلة: Asclepiadaceae).